# Angelo Binaschi
Angelo Binaschi (15. leden 1889, Cozzo, Italské království – 15. březen 1973, Mortara, Itálie) byl italský fotbalový obránce.
Celou svou kariéru strávil v klubu Pro Vercelli. Klub byl velice úspěšný v letech 1908 až 1913. Celkem za 11 sezon získal šest titulů (1908, 1909, 1910/11, 1911/12, 1912/13, 1920/21).
Za reprezentaci odehrál 9 utkání. První utkání bylo 11. ledna 1911 proti Maďarsku (0:1). Byl na OH. Reprezentoval svou zemi na OH (1912).

## Hráčské úspěchy

### Klubové
- 6× vítěz italské ligy (1908, 1909, 1910/11, 1911/12, 1912/13, 1920/21)

### Reprezentační
- 1x na OH (1912)